# Hijack
Hijack är en amerikansk drama- och thrillerserie från 2023 som hade premiär på strömningstjänsten Apple TV+ den 28 juni 2023. Första säsongen består av sju avsnitt. Serien är regisserad av Jim Field Smith och för manus har George Kay svarat.

## Handling
Serien kretsar kring en flygkapning och utspelar sig i realtid där ett flygplan under en sju timmar lång flight ska ta sig till London. Samtidigt försöker myndigheterna på marken finna lösningar på flygkapningen. Med på planet finns Sam Nelson (Idris Elba) som arbetar som förhandlare. Polisen och experten på terrorbekämpning Zahra Gahfoor (Archie Panjabi) blir involverad i utredningen på marken.

## Roller
- Idris Elba – Sam Nelson
- Archie Panjabi – Zahra Gahfoor
- Christine Adams
- Max Beesley – Daniel Farrell
- Eve Myles
- Neil Maskell
- Jasper Britton
- Harry Michell
- Aimée Kelly – Jamie Constantinou
- Mohamed Elsandel – Jaden
- Ben Miles
- Holly Aird – Amanda
- Gretchen Egolf – Adelaide
- Antonia Salib – Leesha
- Zora Bishop – Deevia
- Fatima Adoum – Rashida
- Ananya Chadha
- Nebras Jamali – Nasir
- Lucia Aliu – Lizzy Blakefield
- Mei Henri – Naomi
- Chantelle Alle – Kacey